# Línea 79 (EMT Valencia)
La línea 79 Circular-Grans Vies de la EMT de Valencia es una línea de autobús que discurre por las Grandes Vías (Fernando el Católico, Ramón y Cajal, Marqués del Turia), así como la Avenida Aragón, Blasco Ibáñez, San Pío V y Menéndez Pidal. A su paso conecta diferentes lugares de importancia en la ciudad como son la Estación de Autobuses, la Plaza España, el Estadio de Mestalla, el Campus de Blasco Ibáñez , el Jardín de Viveros y el Pont de Fusta.

## Recorrido
Menéndez Pidal, Gran Vía Fernando el Católico, Gran Vía Ramón y Cajal, Germanías, Gran Vía Marqués del Turia, Av.Aragón, Avenida Blasco Ibáñez, General Elío, San Pío V, Cronista Rivelles, Guadalaviar, Llano de Zaida, Menéndez Pidal.

## Historia
Se creó el 14 de marzo de 1976 a partir de un itineriario anterior por la calle Játiva basado en una antigua línea ,la 8B, y se denominaba "Grandes Vías"  que empezó el 25 de agosto de 1973. Hacía las veces de intercambiador de líneas al ser la primera línea circular del anillo exterior. Hasta el año 1989 la línea se denominaba línea 80, por lo que había una confusión con su línea "gemela", que hacía el recorrido en sentido contrario que tenía la misma denominación y por ello se decidió desde entonces renombrarla como línea 79. Hasta la apertura de la Avenida Aragón, para acceder a Blasco Ibáñez debía recorrer desde Marqués del Turia el Paseo de la Alameda, General Gil Dolz y la Avenida de Suecia.
El 1 de febrero de 2022, y junto a la línea 80, ambas líneas desaparecieron en favor de la actual línea C2 (Circular 2).

## Otros datos
| Líneas de autobuses que prestan servicio en Valencia |               |                  |
| Línea anterior:                                      | Línea actual: | Línea siguiente: |
| 73 Línea 73                                          | 79 Línea 79   | 80 Línea 80      |